# Joëlle Ursull
Joëlle Ursull (Guadalupe, 9 de noviembre de 1960) es una cantante Francesa, que representó a Francia en el Festival de la Canción de Eurovisión 1990, consiguiendo un segundo lugar con White and Black Blues.

## Biografía

### Primeros años
Nacida el 9 de noviembre de 1960 en Pointe-à-Pitre, ella fue elegida como Miss Morne-à-l'Eau luego de haberse convertido en Miss Guadalupe en 1979. Ella trabajó como actriz en televisión en un sitcom producido por RFO. Más tarde, Ursull se dedicó al modelaje antes de formar el grupo Zouk Machine. Entre sus mayores influencias se encuentran el Zouk Caribeño, el Beguine, el Reggae, el Ragga, la Cuadrilla, la salsa y el merengue.

### Carrera musical
La agrupación Zouk Machine fue creada por Guy Houllier e Yves Honore. Ellos llamaron a Joëlle Ursull, a Christiane Obydol y a Lisette Obydol, siendo esta última la mánager del grupo. El grupo ganó bastante éxito luego del lanzamiento de su álbum debut homónimo en 1986. En 1988, Ursull dejó la banda y comenzó a dedicarse como solista.

### Trabajo como solista y Eurovisión 1990
En 1988, ella lanzó su primer álbum de estudio, titulado Miyel. En 1990, Ursull fue elegida para representar a Francia en el Festival de la Canción de Eurovisión con una canción compuesta por el músico Serge Gainsbourg y además, lanzó su segundo álbum de estudio, Black French. En el festival, ella interpretó la canción "White and black blues", el que consiguió 132 puntos y la ubicó en el 2° lugar, empatada con el representante de Irlanda, Liam Reilly y su canción "Somewhere in Europe".
En 1993, Ursull publicó su tercer álbum titulado As in a Film, el que estuvo fuertemente influenciado por el blues.

### Después de Eurovisión
Luego de su paso por Eurovisión y de convertirse en madre, Ursull se dedicó a educar a sus dos hijas. Sin embargo, ella siguió posteriormente a trabajar como músico, haciendo dúos con distintos artistas, y lanzado sencillos.

## Discografía

### Álbumes de estudio

#### Con Zouk Machine
1. Zouk Machine (1986)

#### Como solista
1. Miyel (1988)
2. Black French (1990)
3. As in a Film (1993)
4. Black & White Blues (2000) (Compilación)

### Sencillos
1. "Sové Lanmou" (1986)
2. "Zouk Machine" (1987)
3. "Miyel" (1989)
4. "White and Black Blues" (1990)
5. "Amazon" (1990)
6. "Position Feeling" (1991)
7. "Syiel Tambou" (1993)
8. "Babydoo" (2003)